# Керамограніт

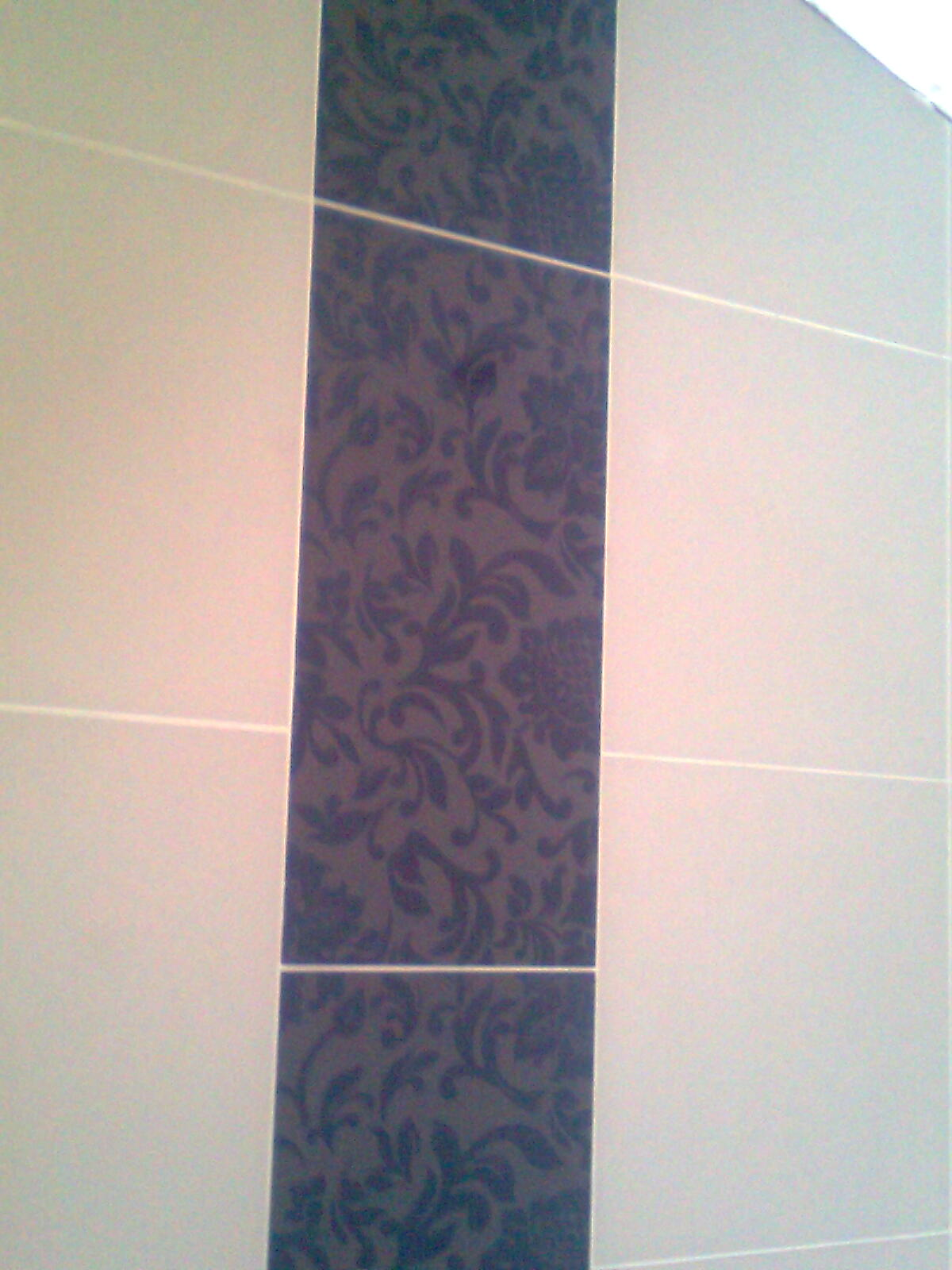
Оздоблення керамогранітом

Керамограніт (керамічний граніт, рідше керограніт) — сучасний штучно створений міцний оздоблювальний матеріал, що застосовується як для внутрішнього оздоблення (включаючи штучні кухонні стільниці), так і облаштування навісних вентильованих фасадів будівель.

## Назва
Безпосередньо гранітів у своєму складі керамограніт не містить. Назва виникла через властивості цього штучного матеріалу (міцність в порівнянні, скажімо, з керамічною плиткою), що давало можливість застосовувати матеріал для оздоблення приміщень технічного призначення із суттєвими фізичними навантаженнями на одиницю площі.
Цікаво, що англійською керамограніт перекладають як glazed porcelain stoneware, рідше ceramic granite.
За схожою до керамограніту технологією випускається ламінам.

## Історія створення
Вважається, що керамограніт вперше отримали італійські гончарі у 1978 році. В пресі з'явилися повідомлення, що фахівці в Італії винайшли новий композитний матеріал, що відрізняється відсутністю поглинання води. За своїми ТТХ він був схожий із природним гранітом.
Італійці першими стали використовувати технологію випалу висушеної до шамоту і подрібненої в порошок білої глини при високих температурах, що досягають понад 1000 градусів. Це схоже на природний процес утворення каменю. При цьому керамограніт створюється набагато швидше, а отриманий матеріал не потребує додаткової обробки.
Керамограніт спочатку створювався не як оздоблювальний, а як загальнобудівельний матеріал. Його міцність давала можливість застосовувати його при будівництві цехів, розважальних залів та інших приміщень з великою площею і, відповідно, навантаженнями на одиницю площі.
Для створення керамограніту застосовують так званий прес-порошок (у склад якого входять збалансовані в певних пропорціях біловипальні глини, каоліни (шамот), кварцовий пісок, плавні (польові шпати та пегматити), вода. Прес-порошок у напівсухому вигляді спочатку підлягає пресуванню при навантаженнях близько 450 кг/м² з подальшим випалом із поступовим підвищенням температури до 1200—1300° C. При цьому на фазі пресування не застосовуються додаткові клеї чи смоли, що лишає керамограніт екологічно чистим матеріалом.
Плити керамограніту можуть виготовлятися значної товщини, до 3 см. Такі плити довжиною до 3 м застосовують для виготовлення стільниць кухонних меблів.

## Властивості

### Переваги керамограніту
- міцність на згин і стійкість до механічних ушкоджень, як удари, подряпини, тощо
- розмаїття розмірів: від 5 см до 2,5 м; найпопулярніші розміри від 30 до 60 см
- низький ступінь водопоглинання, навіть в порівнянні із природним гранітом
- як наслідок, вища морозостійкість в порівнянні з керамічною плиткою[3]
- стабільність кольору (пов'язана із стійкістю до впливу ультрафіолету)
- висока екологічність
- нескладний догляд: поверхні керамаграніту стійки до впливів агресивних речовин, як кислоти чи луги, тому ці речовини не псують поверхні з керамограніту, а миття забруднень можна проводити концентрованими мийними засобами.

### Недоліки
- Значна вартість матеріалу
- Обмеженість кольорової гами неполив'яного керамограніту
- Маса (метр квадратний товстого керамограніту має масу 18-20 кг), де це критично

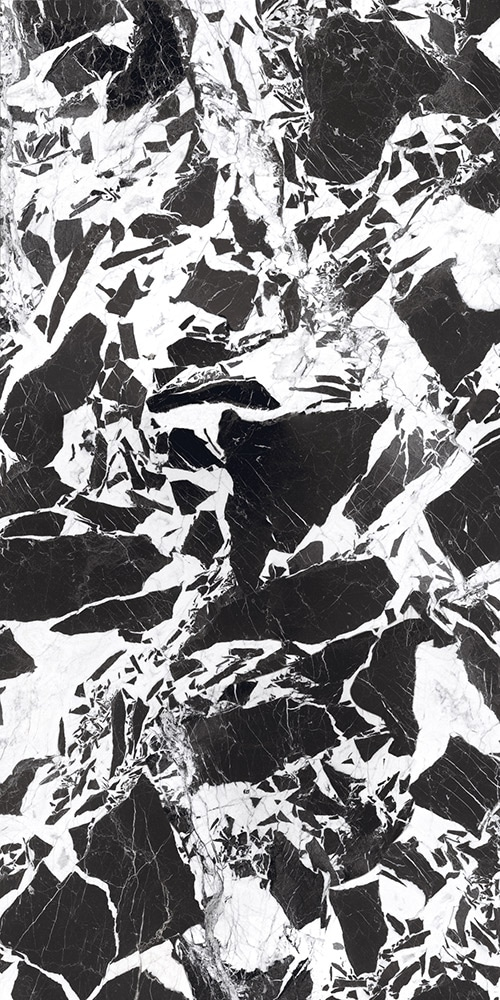
https://keramachoice.com/uk/product/keramogranit-41zero42-supreme-60x120/

## Різновиди
Матовий керамограніт — плитки з керамограніту, поверхня яких не піддається додатковій обробці. Такий керамограніт надходить до споживача у тому вигляді, в якому виходить з печі. Матовий керамоганіт використовується як оздоблювальний матеріал для зовнішніх робіт та для оздоблення підлог у місцях із підвищеними навантаженнями.
Серед його характеристик виділяють
- високу стійкість до низьких температур і зносу робочих поверхонь,
- максимальні показники міцності (8-9 балів за 10-бальною шкалою MOHS).

Полірований керамограніт після випалу і охолодження піддається обробці абразивними матеріалами. Після обробки набуває блиску і насиченого кольору.
Переваги
- Гарна специфічна поверхня, схожа на керамічну плитку

Недоліки
- Заниження вологовідштовхувальних властивостей і міцності.

Через це полірований керамограніт не рекомендують використовувати для укладання на підлогу. Через гладку поверхню цього виду керамограніту при найменшому потраплянні води його поверхня стає слизькою, що підвищує імовірність падіння і травм. Полірований керамограніт використовують для облицювання фасадів будівель.
Напівполірований (інша назва лаппатований) керамограніт — матеріал із частковим поліруванням чи поліруванням певних смуг, що комбінуються з неполірованими смугами.
Сатинований (вощений) керамограніт поверхню обробляють мінеральними солями, що надає їй певного оксамитового ефекту.
Глазурований чи полив'яний керамограніт — матеріал перед випалом покривають поливою (глазур'ю), аналогічно до поливування керамічних виробів. Таким чином досягається різноманітна кольорова гама і гладка поверхня.
Фактурний (структурований) керамограніт — матеріал запресовується в спеціальні пресформи, що нагадують різні текстури (дерев'яну поверхню, бруківку, алейну плитку, геометричні фігури, орнаменти, тощо

### Ламінам
Дещо нетиповим різновидом керамограніту є Ламінам (за назвою компанії-виробника Laminam, Італія) Подібно до керамограніту, ламінам виготовляється з напівсухого прес-порошку із натуральних матеріалів (глина, кварцовий пісок і пігмент). Проте типовий керамограніт при значній товщині (10-30 мм) має відносно незначні лінійні розміри (наприклад, плитка 60 х 120 см має товщину 10-12 мм; а керамограніт для стільниць при розмірах 1,70 м х 2,5 м має товщину до 5 см і переміщення його на складах здійснюється електричними тельферами із спеціальними кріпильними системами, подібно до транспортуванню слябів каменю), значну масу і майже не гнеться. Ламінам вручну переносять 3 чоловіки (або двоє при застосуванні нош з вакуумними присосками).

#### Історія виробництва

Логотип компанії

Виробництво ламінаму існує з 2001 року (в Італії). Бренд присутній в Польщі. У Варшаві є великий виставковий зал. На сьогодні також працюють два нових виробничих об'єкта в італійському регіоні Парма і в російському місті Балабаново (філія LaminamRus). Станом на 2019 рік представництва є в Україні у Києві та в Мінську (Білорусь)

#### Властивості
Як будь-який керамограніт, ламінам роблять із так званого прес-порошку. Прес-порошок під високим тиском (8000 тонн на 1 м²) пресується у спеціальних прес-формах, а потім запікається в гібридних печах при температурі 1220 градусів. Особливості ламінаму — тонкі плити (є стандарти 3 мм і 5 мм) при значних лінійних розмірах (1 х 3 метри чи 1,64 х 3,24 м)
Переваги
- Екологічність. Як будь-який керамограніт, ці кварцові плити не виділяють ніяких шкідливих речовин в навколишнє середовище, за потреби можуть бути подрібнені і повторно використані в інших виробничих процесах[7][8].
- Міцність — по міцності наближається до керамограніту; для більшої міцності частина ламінаму пресується із абразивною сіткою. Матеріал з сіткою має позначення Lam+. Хоча при тій самій товщині ламінам значно міцніший за керамічну плитку, і при цьому його можна різати як скло із допомогою склоріза
- Точно відкалібровані форми. Товщина 3, 5, 12 мм і лінійні розміри 1×3 м, 1,7×3,25 м. Точність значень як лінійних, так і кутових. Кути 90 град дотримуються настільки, що покладені 3-метрові плити поряд мають щілину не більше 1 мм на 3 м.
- Простота догляду поверхонь і виробів з ламінаму, легкість очищення і дезінфекції, що слідує із стійкості до впливів агресивних хімічних речовин
- Стійкість до значного перепаду температур, вогню, цвілі і дії ультрафіолетових променів (не змінює колір)
- Простота в роботі (один лист закриває одразу 3 м²).
  - На великих площах виглядає візуально як цілісна поверхня без швів
  - Можливе укладання на закруглені поверхні з радіусом заокруглення від 5 метрів;
  - Для різання можна використовувати звичайний склоріз, крайку зрізу можна обробляти абразивною губкою;
  - Ламінам чудово просвердлюється, краї отвору рівні, без відколів;
  - На відміну від керамограніту, придатний для виготовлення не лише стільниць, а й фасадів кухонних меблів. Це дає широкий вибір елементів дизайну, дозволяє гармонійно оздоблювати всі поверхні приміщення (скажімо, стіна, кухонні меблі та підлога кухні виконана в єдиній кольоровій гамі)

Недоліки
- Імовірність поломки при транспортуванні, особливо 3 мм листів
- Незручність роботи в приміщеннях з обмеженим об'ємом чи при необхідності підйому на верхні поверхи висотних будівель
- Вартість

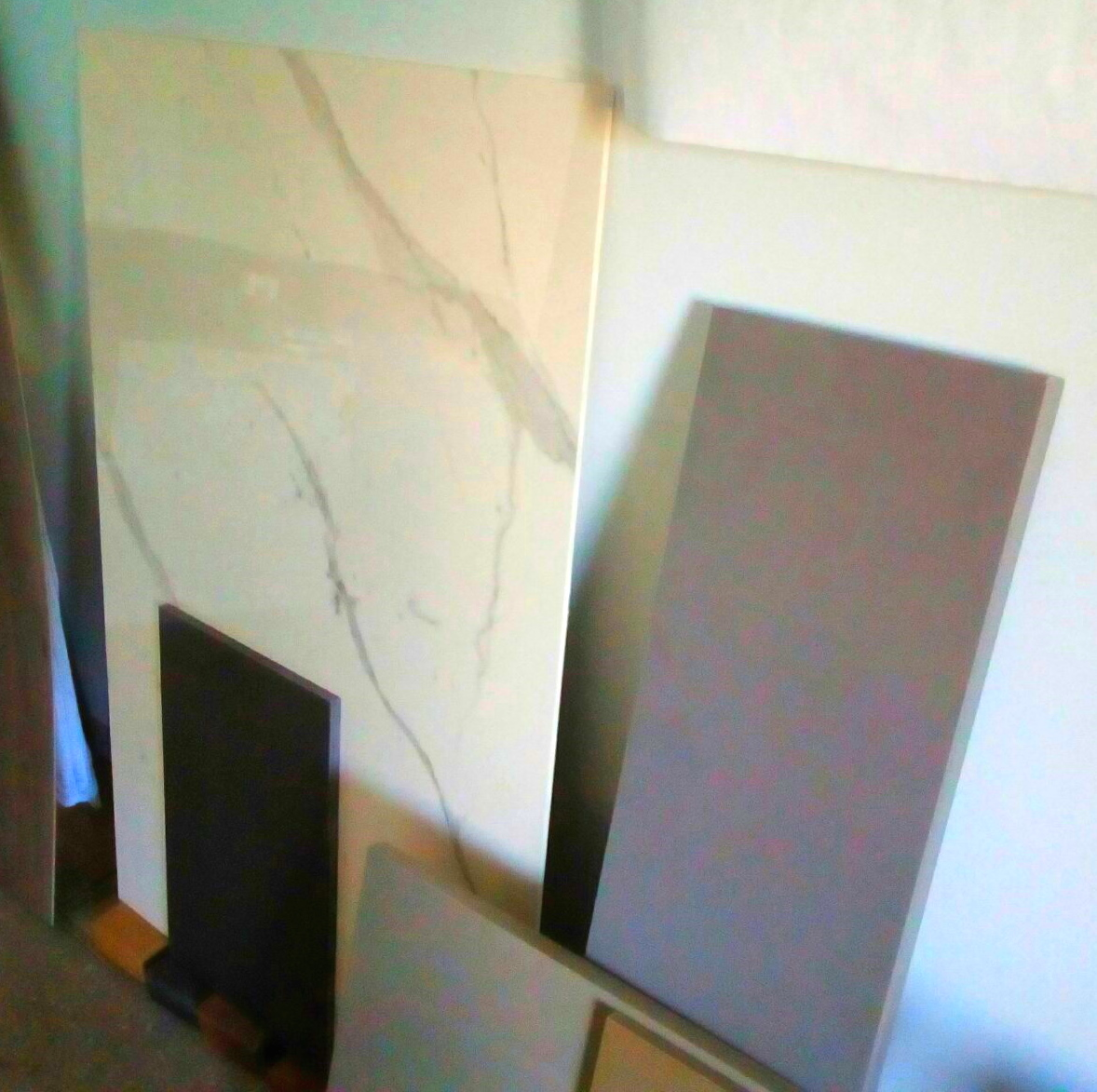
Порівняння товщини ламінаму з іншими зразками керамогранітів
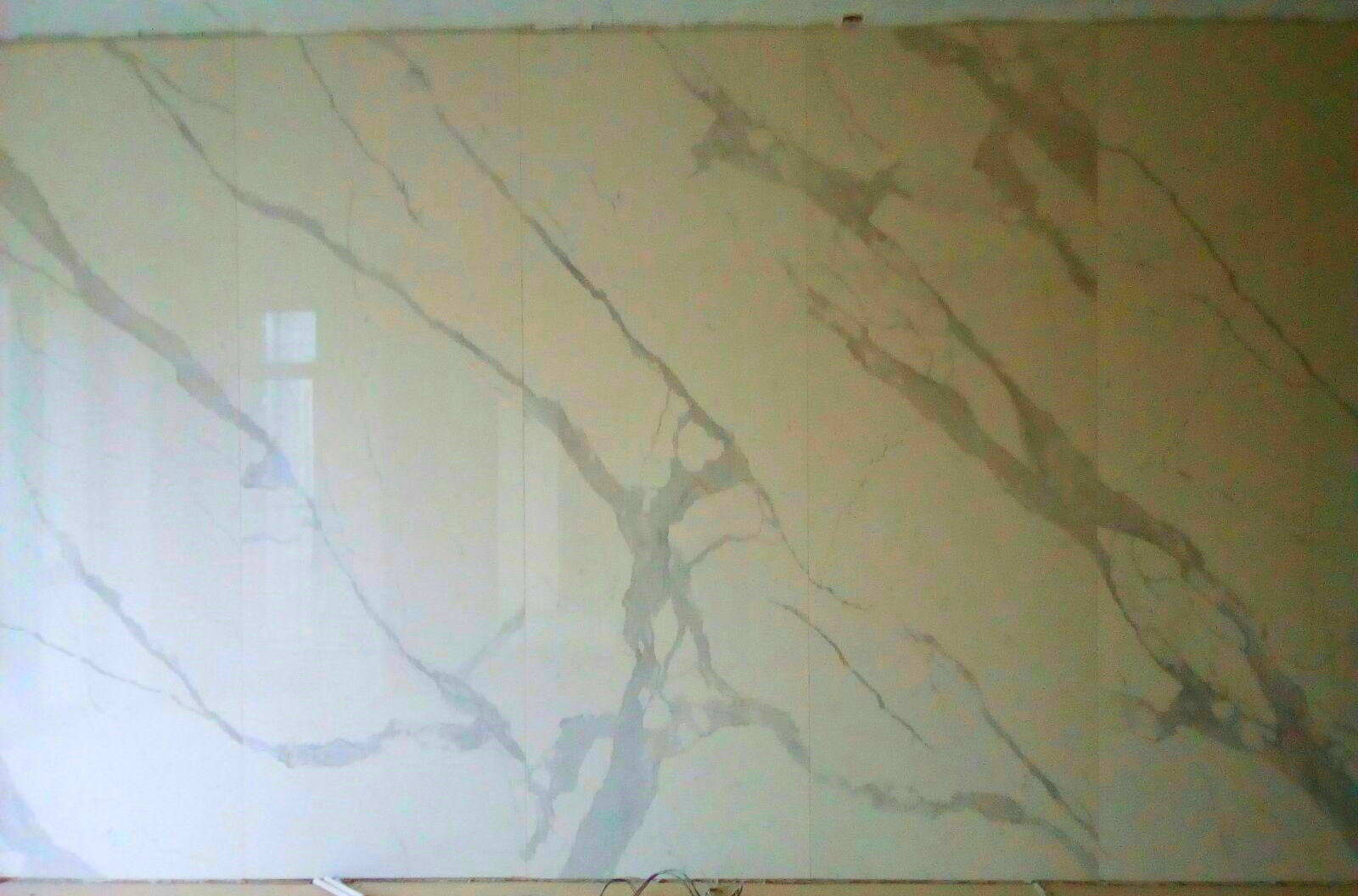
Оздоблення вертикальної стіни
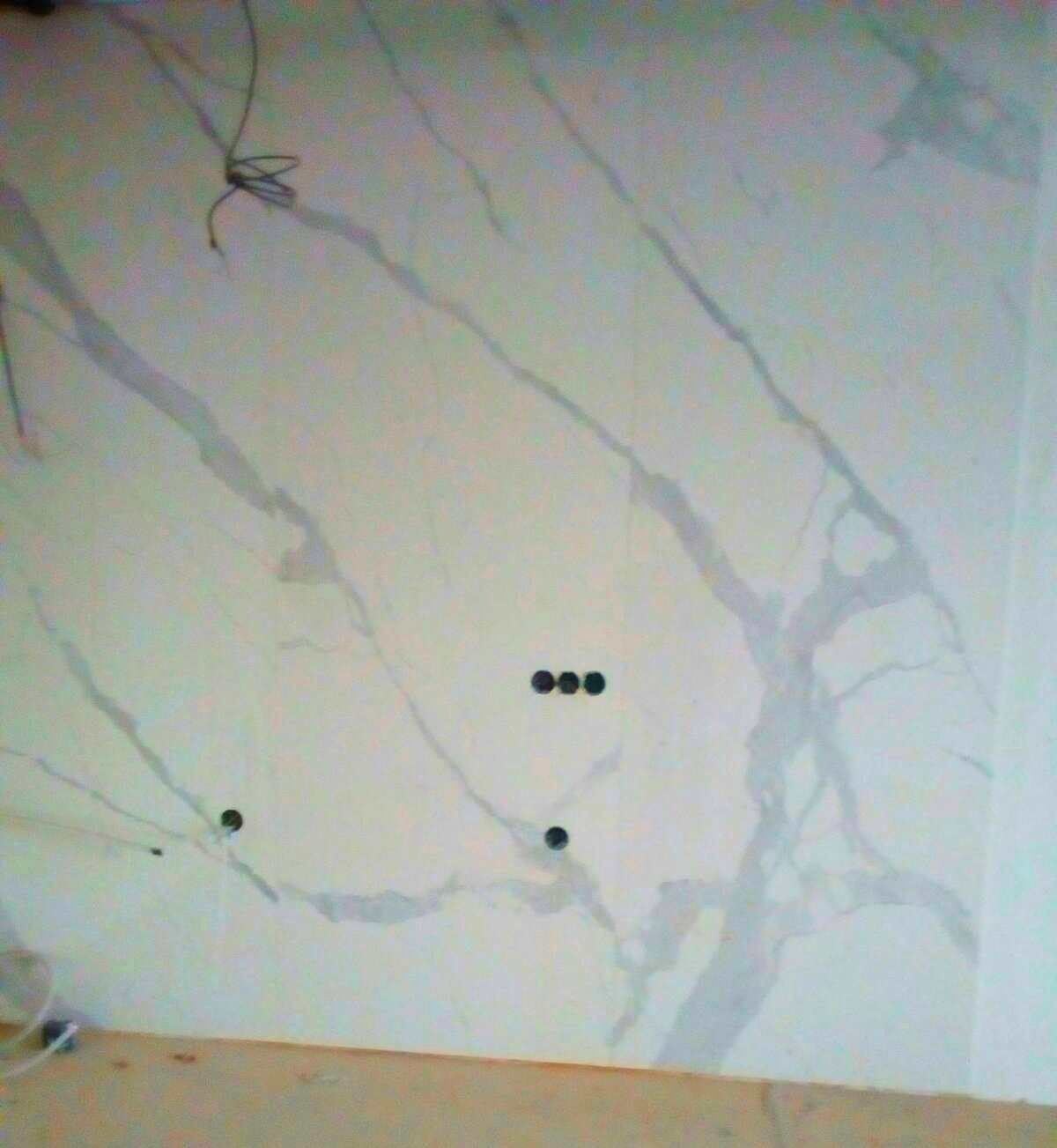
Шви при оздобленні вертикальних площин
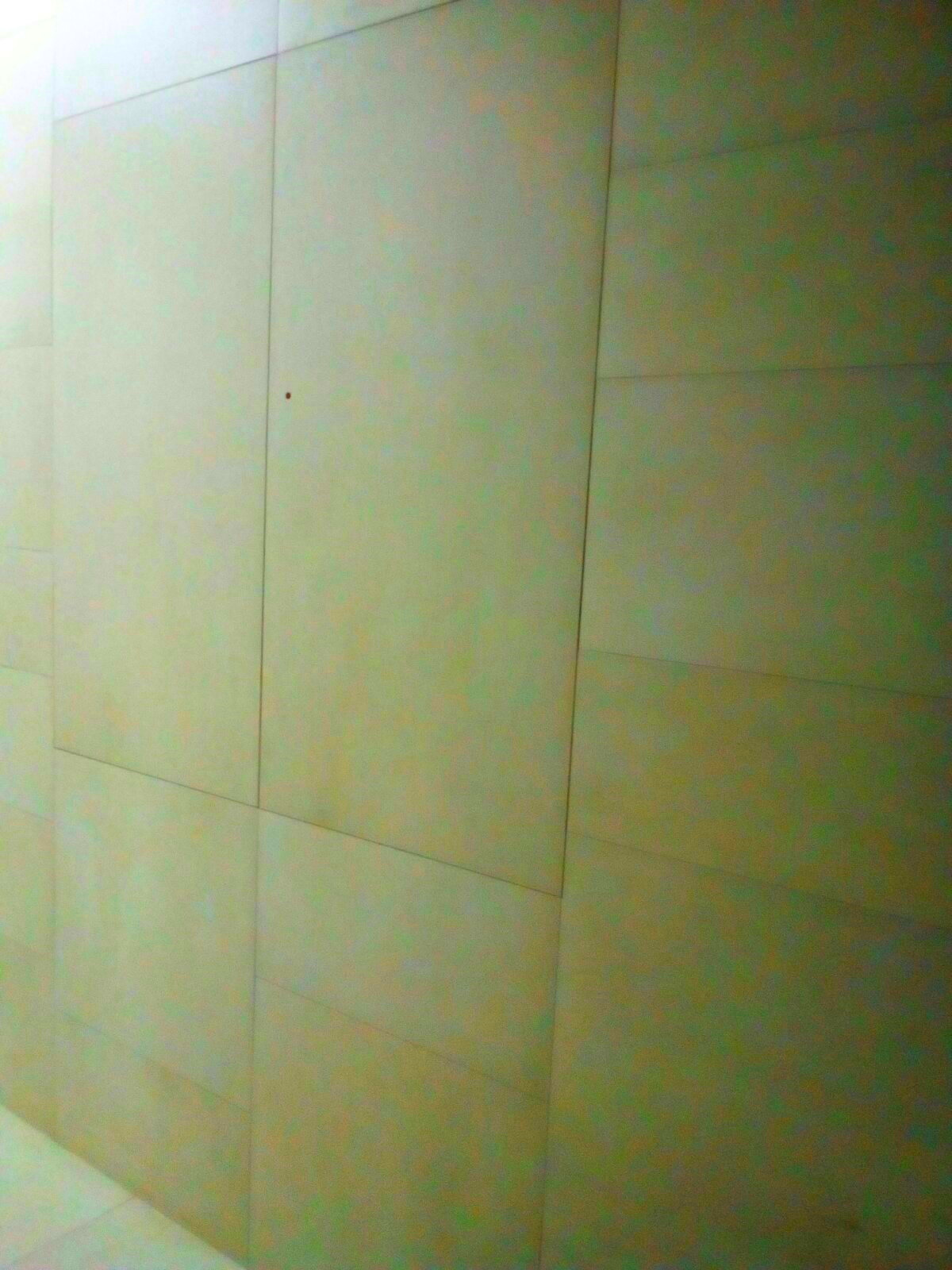
Приховані електричні щити
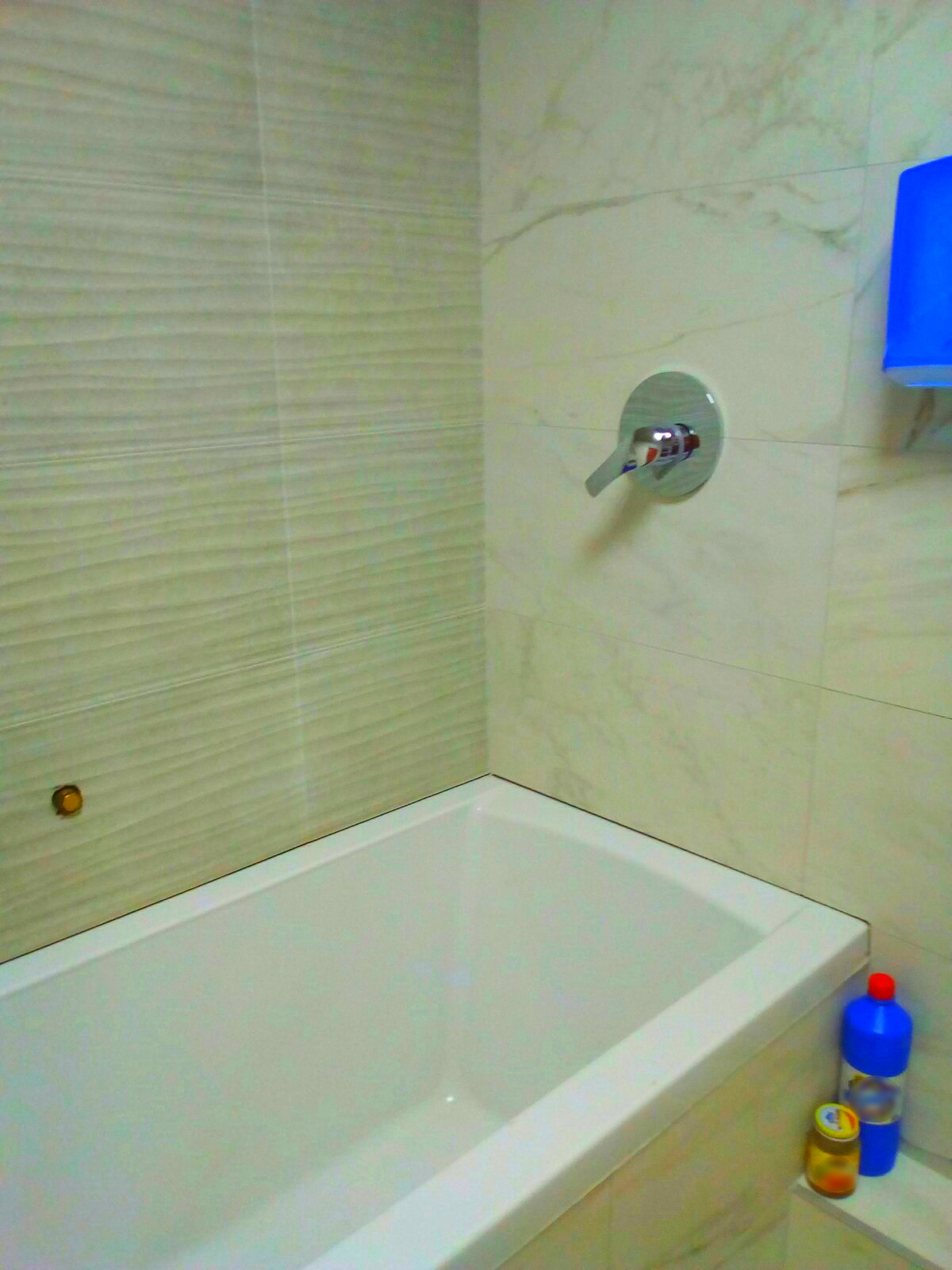
Порівняння оздоблення керамічною плиткою і нарізки з ламінаму

## Робота з керамогранітом
Оскільки керамограніт значно твердіший, аніж керамічна плитка, фахівці при його нарізанні радять застосовувати електричний різальний інструмент. Для професіоналів це електричний плиткоріз, в домашніх умовах для оздоблення невеликих площ можна скористатися алмазним кругом на КШМ («болгарку»).
Клеїти керамограніт на клеї, що в основі мають цемент, немає сенсу. Низьке водопоглинання керамограніту призведе до відшаровування матеріалу. Отже, слід застосовувати клеї на основі полімерів (акрилові клеї), а зовнішнє оздоблення проводити за допомогою систем НВФ.